# David James (Fußballspieler)
David Benjamin James MBE (* 1. August 1970 in Welwyn Garden City) ist ein ehemaliger englischer Fußballtorhüter. Er bestritt 1997 sein erstes Länderspiel für die englische A-Nationalmannschaft und hütete noch bei der WM 2010 im Alter von 39 Jahren deren Tor. Bei seiner letzten aktiven Station in Indien 2014 bei den Kerala Blasters nahm er erstmals Aufgaben als Cheftrainer wahr.

## Vereinskarriere

### Über Watford nach Liverpool (1986–1999)
James begann seine Karriere als Torwart beim FC Watford. 1986 unterschrieb er, nachdem er die Schule verlassen hatte, einen Vertrag als Jugendspieler bei dem Verein. 1989 wurde er zum ersten Mal für die erste Mannschaft von Watford aufgestellt. Im selben Jahr gewann er mit dem Nachwuchs der „Hornets“ den renommierten FA Youth Cup und kam am 25. August 1990 gegen den FC Millwall zu seinem ersten Meisterschaftsspiel für die Profielf – dieses ging mit 1:2 verloren. Schnell entwickelte sich der groß gewachsene und athletische James mit teils akrobatischen Abwehraktionen zu einem großen Rückhalt in Watford und am Ende der Saison 1990/91 erhielt er nach dem gesicherten Zweitliga-Klassenerhalt die Auszeichnung zum besten Vereinsspieler der abgelaufenen Runde. Bis zum Ende der Spielzeit 1991/92 absolvierte er insgesamt 89 Ligapartien für den FC Watford, bevor er zur ersten Saison der Premier League zum FC Liverpool wechselte. 16 Jahre später zollte ihm sein erster Profiklub Anerkennung durch die Aufnahme in die klubeigene Hall of Fame.
Am 16. August 1992 debütierte James bei der 0:1-Niederlage gegen Nottingham Forest für die „Reds“, aber nach insgesamt 20 Gegentoren in elf Spielen beförderte ihn Trainer Graeme Souness kurzzeitig hinter den altgedienten Bruce Grobbelaar auf die Ersatzbank. In der Folgezeit kehrte James wieder in die „erste Elf“ zurück und gewann im Jahr 1995 den Ligapokal, aber auch kritische Stimmen begleiteten ihn während der Zeit beim FC Liverpool, der im Laufe der 1990er-Jahre an vergangene Erfolge nur selten anknüpfte. Die einheimischen Medien verballhornten ihn mit Steve McManaman, Jamie Redknapp und Robbie Fowler als „Spice Boys“ – vor allem nach dem verlorenen FA-Cup-Finale 1996 gegen Manchester United – und ihn nach einigen individuellen Fehlern selbst als „Calamity James“ (calamity = Unheil, Elend), ein Wortspiel mit dem Namen der Westernheldin Calamity Jane. Nach der Verpflichtung von Brad Friedel geriet James zunehmend als Stammtorhüter unter Druck und nach insgesamt 277 Spielen verließ er für 1,8 Millionen Pfund den Klub in Richtung Aston Villa.

### Kurzauftritte: Aston Villa und West Ham United (1999–2004)
Beim 1:0-Auswärtssieg der „Villans“ gegen Newcastle United führte sich James gut in Birmingham ein und nach einem Halbfinalerfolg im FA Cup gegen die Bolton Wanderers zog er ein weiteres Mal ins englische Pokalendspiel ein. In der letzten Finalbegegnung im alten Wembley-Stadion war dann aber sein Torwartfehler letztlich entscheidend für den Sieg des FC Chelsea. Nach nur insgesamt zwei Jahren und 85 Pflichtspielen zog James für 3,5 Millionen Pfund in die britische Hauptstadt zu West Ham United, wo er mit Glenn Roeder seinen ehemaligen Mitspieler vom FC Watford als Trainer wiedersah.
Nur wenige Tage vor Beginn der Saison 2001/02 zog sich James während eines Länderspiels gegen die Niederlande am 15. August 2001 eine schwere Knieverletzung zu, die seinen Start bei den „Hammers“ drei Monate lang hinauszögerte. Nach diesem unheilvollen Einstand folgte in der Folgespielzeit 2002/03 mit dem Abstieg in die Zweitklassigkeit der nächste Rückschlag. James blieb seinem neuen Klub zunächst treu, bevor es ihn im Januar 2004 zurück in die Premier League zu Manchester City zog, wo er für die Nachfolge von David Seaman vorgesehen war.

### Manchester City (2004–2006)
Bereits drei Tage nach seiner Verpflichtung debütierte James in Manchester unter Trainer Kevin Keegan beim 1:1-Remis gegen die Blackburn Rovers. Sportlich war auch hier die Anfangsphase holprig. James gewann mit „City“ nur vier der verbleibenden 17 Partien, wobei er jedoch zu zwei Erfolgen gehaltene Elfmeter beisteuerte. Nach einer Aufwärtsentwicklung in der Folgesaison 2004/05 kam es am letzten Spieltag zu einem „echten Endspiel“ gegen den FC Middlesbrough um einen UEFA-Pokal-Platz, das City siegreich gestalten musste. Als die Partie fünf Minuten vor Schluss 1:1 stand, beorderte der neue Trainer Stuart Pearce James in das Angriffszentrum, nachdem er den Mittelfeldspieler Claudio Reyna gegen den Ersatztorhüter Nicky Weaver ausgetauscht hatte – eine gute Torchance für James konnte „Boros“ Verteidiger Franck Queudrue nur mit einem Handspiel verhindern; den anschließenden Elfmeter für City vergab Robbie Fowler jedoch. James verbrachte noch eine weitere Saison mit den „Citizens“, bevor er im August 2006 für 1,2 Millionen Pfund beim FC Portsmouth anheuerte; primäre Motivation war hier weniger sportlicher Natur, sondern lag vielmehr in der nun größeren Nähe zu London begründet, wo die Kinder des mittlerweile 36-Jährigen ihre Heimat hatten.

### FC Portsmouth (2006–2010)

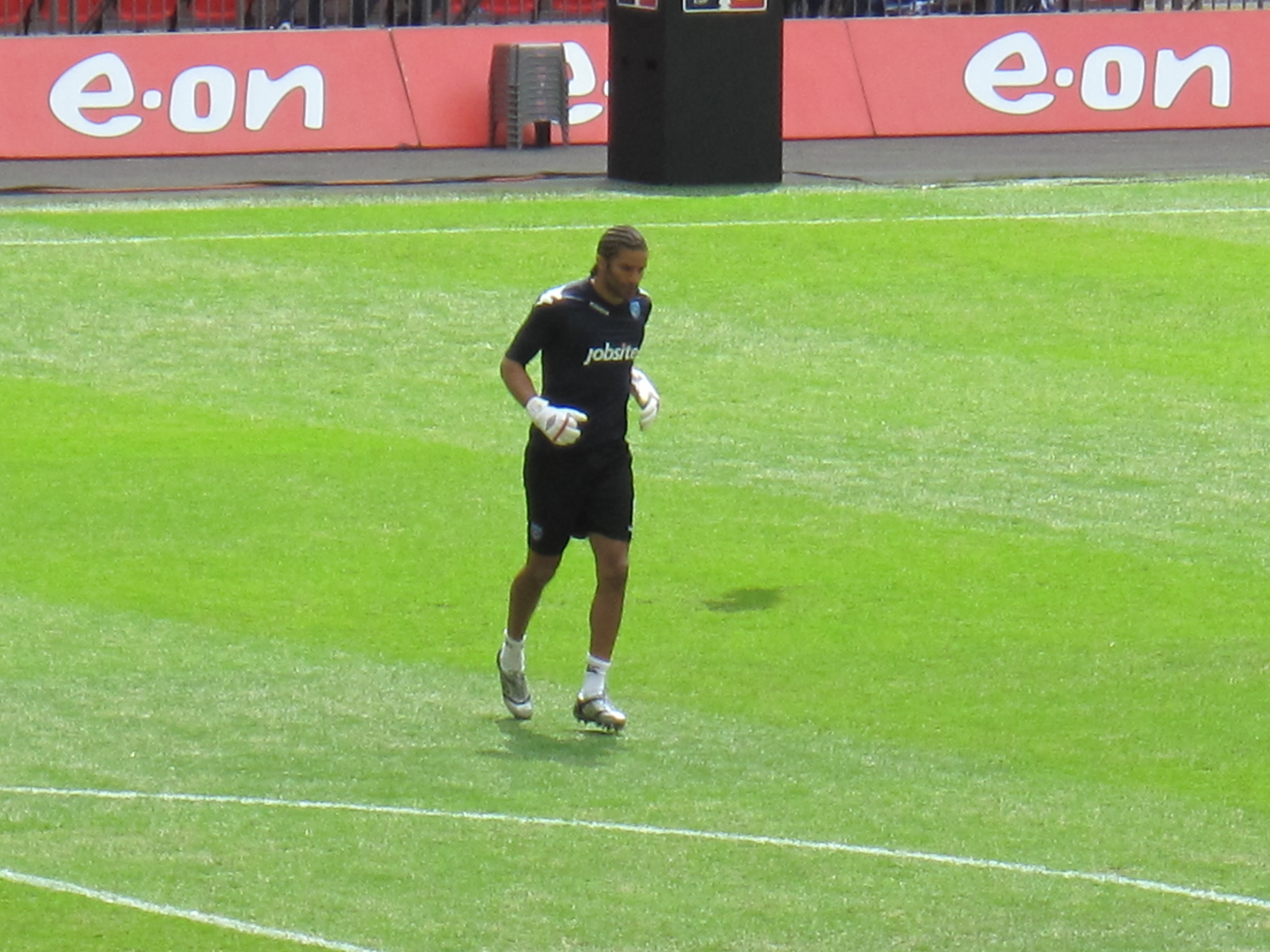
James beim FC Portsmouth (2010)

Im Süden Englands führte sich James mit fünf Partien ohne Gegentor vielversprechend ein und mit dem torlosen Remis gegen Aston Villa brach er am 22. April 2007 den Premier-League-Rekord von David Seaman, der zuvor 141 Begegnungen ohne Gegentreffer geblieben war. Es folgten weitere Bestmarken als Rekordtorhüter in Bezug auf Premier-League-Einsätze insgesamt und Anzahl von Gegentoren; im Januar 2008 war er nach Gary Speed und Ryan Giggs der erst dritte Premier-League-Akteur, der die 500-Spiele-Marke erreichte.
Mit einem Finalerfolg gegen den walisischen Zweitligisten Cardiff City gewann James im Jahr 2008 mit dem FC Portsmouth den FA Cup, wo er dreizehn Jahre nach dem Ligapokalsieg mit Liverpool seine erst zweite bedeutende Trophäe im Profifußball gewann. Vom 14. Februar 2009 bis zum 14. Mai 2011 war James Rekordeinsatzspieler der Premier League (verdrängt durch Ryan Giggs findet er sich mit 572 Einsätzen inzwischen auf Platz vier wieder). Nachdem James mit dem FC Portsmouth in der Saison 2009/10 abgestiegen war, konnte er den Verein ablösefrei verlassen. 2015 nahm ihn der FC Portsmouth in seine klubinterne Hall of Fame auf.

### Bristol City (2010–2012)
Seinen Wechsel zu Bristol City begründet er damit, dass ihm die Nähe zu seiner Familie sehr wichtig sei, obschon er auch Angebote von Premier-League-Vereinen hatte. Da er in der Saison 2010/11 die Marke von 30 Einsätzen übertraf, wurde der Vertrag gemäß Vereinbarung um ein weiteres Jahr verlängert. Die Spielzeit 2011/12 war jedoch James’ letzte in Bristol und nach insgesamt 81 Ligapartien innerhalb von zwei Jahren gehörte er zu den acht Akteuren, denen in Bristol kein neuer Kontrakt angeboten wurde.

### AFC Bournemouth und Island
Nach einer kurzen Zeit, in der sich James bei Exeter City fit hielt, wechselte er Ende September 2012 zum Drittligisten AFC Bournemouth. Dort war die vorherige „Nummer 1“ Shwan Jalal in acht Partien nur einmal ohne Gegentor geblieben und fortan übernahm der bis zum Ende der Spielzeit 2012/13 verpflichtete Routinier die Torwartposition. 2013 wechselte James kurzzeitig nach Island zum ÍBV Vestmannaeyjar, aber noch im gleichen Jahr zog es ihn zurück in die englische Heimat. Er beendete seine eigene Karriere, mit dem Ziel gleichsam die Trainerlizenz zu erwerben als auch Trainertätigkeiten für den Fünftligisten Luton Town zu übernehmen – den Verein, dem er in seiner Kindheit angehangen hatte.

### Kerala Blasters FC
James wurde für die indische Fußballmannschaft Kerala Blasters FC als Spieler und Trainer für die Indian Super League Saison 2014 verpflichtet. Mit dem Ende des Jahres 2014 beendete James seine aktive Karriere. Eine weitere Trainerperiode unter James folgte im Jahr 2018, die jedoch vorzeitig nach lediglich neun gewonnenen Punkten aus zwölf Spielen (und nur einem Sieg) wieder endete.

## Englische Nationalmannschaft
James absolvierte während seiner Zeit in Watford zehn Länderspiele für die englische U-21-Auswahl, bevor er in Diensten des FC Liverpool am 13. Dezember 1994 im heimischen Anfield-Stadion für das englische B-Team gegen die irische B-Nationalmannschaft für Kevin Pressman eingewechselt wurde.
Unter dem damaligen A-Nationaltrainer Glenn Hoddle debütierte James am 29. März 1997 im Wembley-Stadion gegen Mexiko und hielt sich beim 2:0-Erfolg an der Seite seiner Klubkameraden Steve McManaman und Robbie Fowler – sowie im Verlauf des Spiels Stan Collymore und Jamie Redknapp – schadlos. Lange Jahre blieb James aber nur die Ersatzrolle hinter Stammtorhüter David Seaman; zwischen November 2000 und Mai 2002 kam er zwar zu acht weiteren Länderspielen, wovon er jedoch in nur zwei Partien in der Startelf stand. Nach zunehmendem Druck auf Seaman nach der WM 2002 in Japan und Südkorea nahm Sven-Göran Eriksson einen weiteren Fehler gegen Mazedonien zum Anlass, James zur neuen „Nummer 1“ zu beförderten; eine Position, die dieser auch nach dem Abstieg seines damaligen Vereins West Ham United beibehielt.
Bei der Euro 2004 in Portugal absolvierte James alle Partien der englischen Auswahl, aber bereits im September 2004 wendete sich das Blatt gegen ihn, als er seinen Platz nach einem Fehler bei einem 2:2 in der WM-Qualifikation gegen Österreich im September 2004 an Paul Robinson von Tottenham Hotspur verlor. Weiteres Ungemach ereilte James, als er am 17. August 2005 zur Halbzeit gegen Dänemark eingewechselt wurde und vier Gegentore zum 1:4 kassierte – die höchste Niederlage Englands seit 25 Jahren. Er blieb zwar weiter Bestandteil des Kaders, kam aber bei der WM 2006 in Deutschland nicht an Robinson vorbei.
Nach dem Turnier sortierte Eriksson-Nachfolger Steve McClaren James ebenso wie die „Altgedienten“ David Beckham und Sol Campbell aus dem Kader aus. Erst am 22. August 2007 kam er gegen Deutschland zu seinem Comeback und bestritt bei der 1:2-Heimniederlage für Robinson die zweite Halbzeit. McClaren experimentierte während seiner Amtszeit durchgängig auf der Torwartposition und probierte neben Robinson und James auch Chris Kirkland, Ben Foster, sowie später Scott Carson und Robert Green aus – beim entscheidenden Qualifikationsspiel zur Euro 2008 stand Carson überraschend zwischen den Pfosten und beging bei der 2:3-Niederlage entscheidende Fehler.
Nach knapp drei Jahren stand James gegen die Schweiz am 7. Februar 2008 unter dem neuen Coach Fabio Capello wieder in der Startelf der „Three Lions“. Er behielt die Stammposition bis April 2009, als ihn Verletzungsprobleme zurückwarfen und er fortan von Robert Green und Ben Foster vertreten wurde.
Bei der WM 2010 in Südafrika rutschte James jedoch in der Gruppenphase wieder in die erste Elf, nachdem dem zuvor gesetzten Robert Green im ersten Gruppenspiel gegen die USA ein Torwartfehler zum 1:1-Endstand unterlaufen war. Mit 39 Jahren war er der älteste bei der WM eingesetzte Spieler.

## Erfolge
- 1989: FA Youth Cup
- 1995: Englischer Ligapokal
- 2008: Englischer Pokal